# 테클라 스카라노

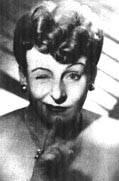

테클라 스카라노(Tecla Scarano, 1894년 8월 20일 ~ 1978년 12월 22일)는 이탈리아의 배우, 연극 배우이다.
나폴리에서 태어났으며 나폴리에서 사망하였다.

## 영화
- 오너의 질문 (1965년)
- 이탈리아식 결혼 (1964년)
- 어제, 오늘, 내일 (1963년)
- 나폴리의 황금 (1954년)
- 아름다운 여인 (1951년)
- 아이들이 우리를 보고 있다 (1944년)